# Ezekiel Gonzalez
Ezekiel Gonzalez, född 10 juli 1980 i Rosario, Santa Fé, Argentina är en före detta argentinsk fotbollsspelare.
Gonzalez spelade bland annat för Fiorentina 2001–2002 och Panathinaikos FC mellan januari 2004 och 2008. Moderklubb är Rosario Central.